# Зграда информативне организације „Наша Реч“
Зграда информативне организације „Наша Реч“ налази се у Лесковцу и проглашена је за непокретно културно добро као споменик културе Србије.

## Опште информације
Зграда је сагређена у периоду од 1925. до 1930. године и налази се у улици Млинска бр. 42. Зграда је била власништво лесковачког индустријалца Јована Влајчића.
Дворишна је са високим приземљем и спратом и поседује карактеристике виле грађене у духу академизма. На улазном делу налази се степениште са тремом и двокрилним стакленим вратима и два прозора са стране, док је у пространом приземном холу дрвено степениште за спратни део. Изнад улазног трема је велика лођа са оградом и настрешницом од стакла. Зграда обилује геометријском и цветном пластиком по фасади.
Саграђена је као породични објекат за породицу Влајчић. После Другог светског рата зграду је користила редакција листа „Наша реч“ и лесковачке радио станице. Објекат је адаптиран за потребе регионалне сигурне куће у којој уточиште проналазе жртве породичног насиља и у те сврхе користи се од 2015. године.